# Sentura
Sentura (stiftet 1998) var et trykt tidskrift med fokus på litteratur og bidrag af visuel art, der udkommer 2 – 3 gange om året. Hvert nummer kredsede om et tema og afprøvede et nyt koncept for, hvordan man kan lave et kulturtidsskrift. Formålet var at formidle både viden og glæde ved litteratur og visuelle oplevelser.
Nogle numre rummede kritik og analyse i form af artikler og interview, mens andre var rent litterære og kunstneriske bidrag. Sentura balancerede mellem seriøsitet og underholdning, mellem eksperiment og formidling. 
Bladets hjemmeside fungerede som et supplement til det trykte blad. Det skete bl.a. med en løbende strøm af boganmeldelser og interview. 
Bladet ophørte med at udkomme i 2007.

## Ekstern henvisning
- Sentura Arkiveret 10. oktober 2006 hos  Wayback Machine – Officiel website